# 白家庄镇
白家庄镇，是中华人民共和国山西省忻州市五台县下辖的一个乡镇级行政单位。

## 行政区划
白家庄镇下辖以下地区：
铜炉岩村、生地村、维湾村、樊家坪村、白家庄村、南庄村、南窑村、兴元村、维坪村、西头村、堡子村、石坡村、南头村、龙池村、野场村、磁窑村、中庄村、寨里村、垴上村、维垴村、砂岩村、正维村、水湾村、羊蹄岩村、白沙岭村和大寨村。